# Segunda División de Andorra 2010-11
La Segunda División de Andorra 2010-11 fue la duodécima temporada de fútbol de segundo nivel en Andorra.

## Sistema de competición
Los siete equipos y los tres filiales de Segunda División se enfrentaron todos contra todos en dos ruedas. Una vez finalizada la fase regular, los cuatro mejores equipos participaron de la eliminatoria de ascenso.
En esta segunda y última etapa, cada equipo enfrentó a sus respectivos rivales de ronda en dos oportunidades, comenzando su participación con la misma cantidad de puntos con la que finalizaron la fase regular. Aquel equipo que al cierre de esta ronda sumó mayor puntuación se consagró campeón y ascendió a la Primera División, el subcampeón jugó una promoción a doble partido contra el penúltimo de Primera División para mantener su lugar en la liga o ascender. Los equipos filiales son inelegibles para ascender.